# Foltos bozótposzáta
A foltos bozótposzáta (Locustella thoracica) a verébalakúak (Passeriformes) rendjébe, ezen belül a tücsökmadárfélék (Locustellidae) családjába és a Locustella nembe tartozó faj. 12-14 centiméter hosszú. Banglades, Bhután, India, Kína, Mianmar és Nepál hegyvidéki erdős-bokros területein él, télen délebbi és az alacsonyabb területekre vonul. Rovarokkal táplálkozik. Májustól júliusig költ.

## Alfajok
- L. t. thoracica (Blyth, 1845) – Nepáltól, észak-Mianmaron keresztül közép-Kínáig költ, télen délebbre, észak-India és Banglades területére vonul;
- L. t. przevalskii (Sushkin, 1925) – közép-Kína.

## Fordítás
- Ez a szócikk részben vagy egészben  a   Spotted bush warbler című angol Wikipédia-szócikk fordításán alapul.  Az eredeti cikk szerkesztőit annak laptörténete sorolja fel. Ez a jelzés csupán a megfogalmazás eredetét és a szerzői jogokat jelzi, nem szolgál a cikkben szereplő információk forrásmegjelöléseként.